# Mehdi Charef
Pour les articles homonymes, voir Mehdi.
Œuvres principales
- Le Thé au harem d'Archi Ahmed

Mehdi Charef, né le 24 octobre 1952 à Maghnia, en Algérie, est un écrivain, dramaturge, scénariste et réalisateur français.

## Biographie
Mehdi Charef arrive en France à l'âge de dix ans. Il passe une grande partie de son enfance et adolescence dans le bidonville de Nanterre et les cités de transit de la région parisienne. Fils d'un terrassier, il travaille lui-même en usine de 1970 à 1983, comme affûteur. Auteur du premier roman d’un écrivain d’origine algérienne, avec Le Thé au harem d’Archi Ahmed, paru chez Mercure de France en 1983, il est considéré comme le père de la « littérature beur »[source secondaire nécessaire].
Il aborde le cinéma en 1985 quand Costa-Gavras lui conseille de réaliser lui-même la version cinématographique de son roman Le Thé au harem d'Archi Ahmed, dont il écrit aussi le scénario. Le film, intitulé Le Thé au harem d’Archimède, remporte de nombreux prix, notamment le Prix de la jeunesse au Festival de Cannes 1985, le prix Jean-Vigo 1985 et le César du meilleur premier film à la 11e cérémonie des César.

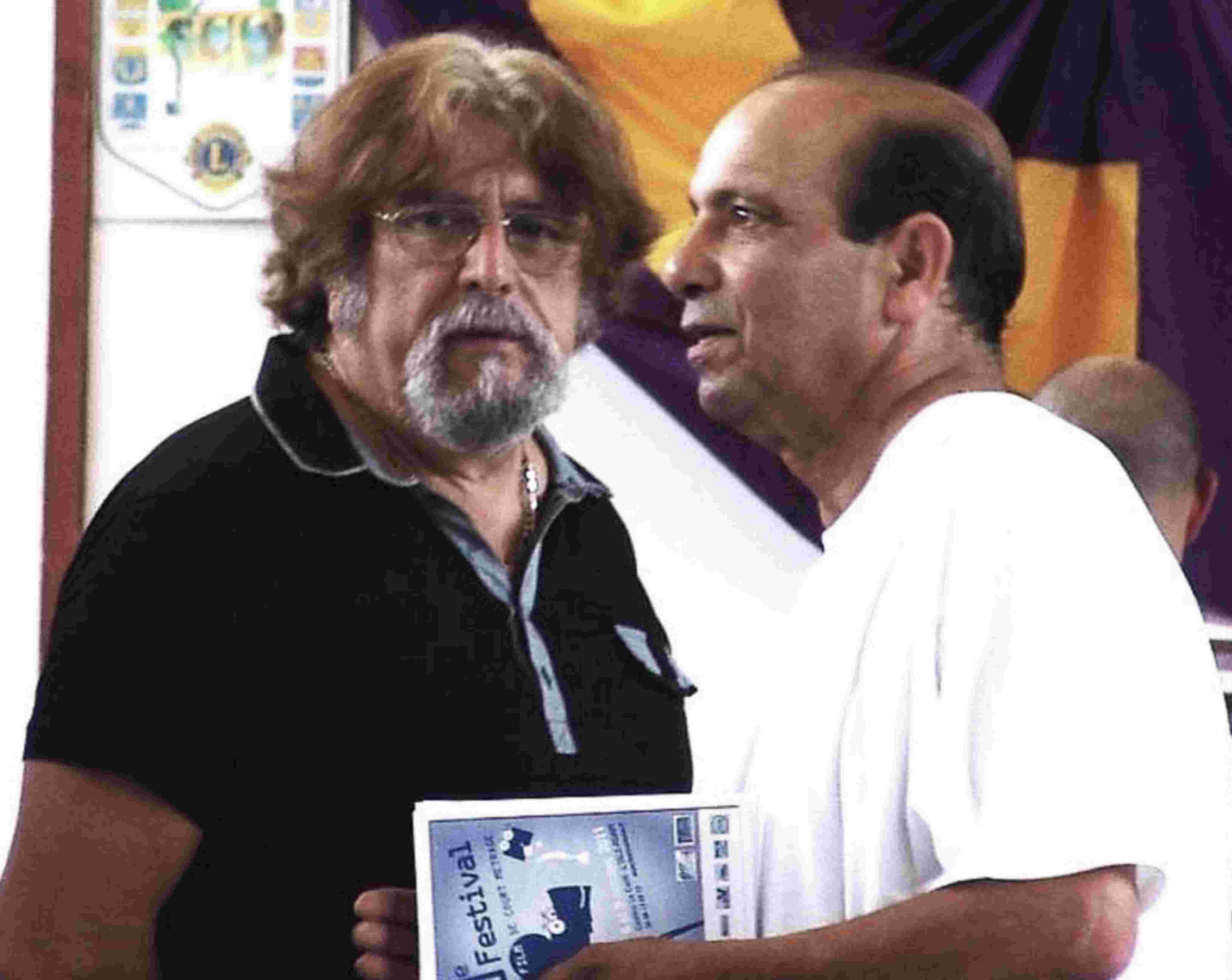
Mehdi Charef parrain du Festival du Film de L'Isle-Adam.

En 2005, il signe une première pièce de théâtre[source secondaire souhaitée], 1962 - Le Dernier Voyage, évoquant la fin de la guerre d'Algérie.
Son roman La Cité de mon Père sort le 19 août 2021.

## Œuvre

### Romans
- Le Thé au harem d'Archi Ahmed, Paris : Mercure de France, 1983
- Le Harki de Mériem, Paris : Mercure de France, 1989 (réédition Agone, 2016)
- La Maison d'Alexina, Paris : Mercure de France, 1999
- À bras le cœur, Paris : Mercure de France, 2006
- Une enfance dans la guerre - Algérie 1954/1962 (Collectif), Paris : Bleu autour, 2016
- Rue des pâquerettes, Marseille : Hors d’atteinte, 2019
- Vivants, Marseille : Hors d'Atteinte, 2020
- La Cité de mon Père : Hors d'Atteinte, 2021
- La lumière de ma mère : Hors d'Atteinte, 2023

### Théâtre
- 1962 - Le dernier voyage, Paris : Avant-scène théâtre, 2005

### Traduction
- En anglais : Tea in the Harem, Serpent's Tail, 1991

## Filmographie

### Réalisateur
- 1985 : Le Thé au harem d'Archimède
- 1986 : Miss Mona
- 1987 : Camomille
- 1991 : Au pays des Juliets
- 1995 : Pigeon vole (téléfilm)
- 1999 : La Maison d'Alexina (téléfilm)
- 1999 : Marie-Line
- 2001 : La Fille de Keltoum (Bent Keltoum)
- 2007 : Cartouches gauloises (Sélection officielle hors compétition à Cannes, 2007)
- 2008 : Les Enfants invisibles (collectif de réalisateurs pour l'Unicef), segment Tanza
- 2015 : Graziella

### Scénariste
- 1985 : Le Thé au harem d'Archimède
- 1986 : Miss Mona
- 1987 : Camomille
- 1991 : Au pays des Juliets
- 1995 : Pigeon vole (téléfilm)
- 1995 : Aime-toi toujours (téléfilm)
- 1999 : La Maison d'Alexina (téléfilm)
- 1999 : Marie-Line
- 2001 : La Fille de Keltoum
- 2007 : Les Enfants invisibles (collectif de réalisateurs pour l'Unicef), segment Tanza
- 2007 : Cartouches gauloises
- 2015 : Graziella

## Distinctions
Cette section ne s'appuie pas, ou pas assez, sur des sources secondaires ou tertiaires indépendantes du sujet.

Pour l'améliorer, ajoutez-en, ou placez des modèles {{Source secondaire souhaitée}} ou {{Source secondaire nécessaire}} sur les passages mal sourcés. (mars 2024)
- 1985 : Prix de la jeunesse au Festival de Cannes 1985 pour Le Thé au harem d’Archimède
- 1985 : Prix Jean-Vigo pour Le Thé au harem d'Archimède
- 1985 : Prix spécial du jury du Festival international du film de Chicago pour Le Thé au harem d'Archimède
- 1986 : César du meilleur premier film pour Le Thé au harem d'Archimède
- Prix SOS Racisme pour Le Thé au harem d'Archimède
- Prix du meilleur film/ festival de Madrid pour Le Thé au harem d'Archimède